# Funeral for a Friend
Funeral for a Friend (coneguda també per les sigles FFAF) és un grup de post-hardcore procedent de Bridgend, Gal·les, on va ser formada l'any 2001. Originalment la banda es va anomenar January Thirst, però després de l'arribada de Matt Davies a finals de 2001 es va adoptar el nom actual. Després de tres àlbums d'estudi, la banda llançarà el seu quart disc mitjançant el seu propi segell, Join Us. FFAF és un dels grups més importants del post-hardcore actual del Regne Unit.

## Membres

### Actuals
- Matt Davies - Vocal
- Gavin Burrough - Baix
- Darran Smith - Guitarra
- Kris Roberts - Guitarra
- Ryan Richards - Bateria

### Antics membres
- Kerry Roberts - Guitarra
- Matthew Evans - Vocal
- Andi Morris - Baix
- Johnny Phillips - Bateria
- Gareth Davies - Baix

## Discografia

### Àlbums
| Any  | Àlbum                                     | Discogràfica     |
| ---- | ----------------------------------------- | ---------------- |
| 2003 | Casually Dressed And Deep In Conversation | Ferret Music     |
| 2005 | Hours                                     | Atlantic Records |
| 2007 | Tales Don't Tell Themselves               | Atlantic Records |
| 2008 | Memory and Humanity                       | Join Us          |

### EP
- Between Order And Models EP (2002)
- Four Ways To Scream Your Name EP (2002)
- Seven Ways To Scream Your Name EP (2003)

### Senzills
| Any  | Senzill (single)                      | Posició llistes | Àlbum                                     |
| ---- | ------------------------------------- | --------------- | ----------------------------------------- |
| 2003 | "Juneau"                              | #19 UK          | Casually Dressed And Deep In Conversation |
| 2003 | "She Drove Me to Daytime Television"  | #20 UK          | Casually Dressed And Deep In Conversation |
| 2004 | "Escape Artists Never Die"            | #19 UK          | Casually Dressed And Deep In Conversation |
| 2005 | "Streetcar"                           | #15 UK          | Hours                                     |
| 2005 | "Monsters"                            | #36 UK          | Hours                                     |
| 2005 | "History"                             | #21 UK          | Hours                                     |
| 2006 | "Roses for the Dead" (només en vinil) | #39 UK          | Hours                                     |
| 2007 | "Into Oblivion (Reunion)"             | #16 UK          | Tales Don't Tell Themselves               |
| 2007 | "Walk Away"                           | #40 UK          | Tales Don't Tell Themselves               |
| 2007 | "The Great Wide Open"                 |                 | Tales Don't Tell Themselves               |

## Influències
- Iron Maiden
- Queen
- Planes Mistaken for Stars

## Bandes amigues
- Boysetsfire
- The Juliana Theory
- Coheed and Cambria
- Further Seems Forever
- From Autumn To Ashes
- Onelinedrawing
- Moments In Grace
- Hell Is For Heroes
- Brazil
- Emery